# 大众帕萨特B6

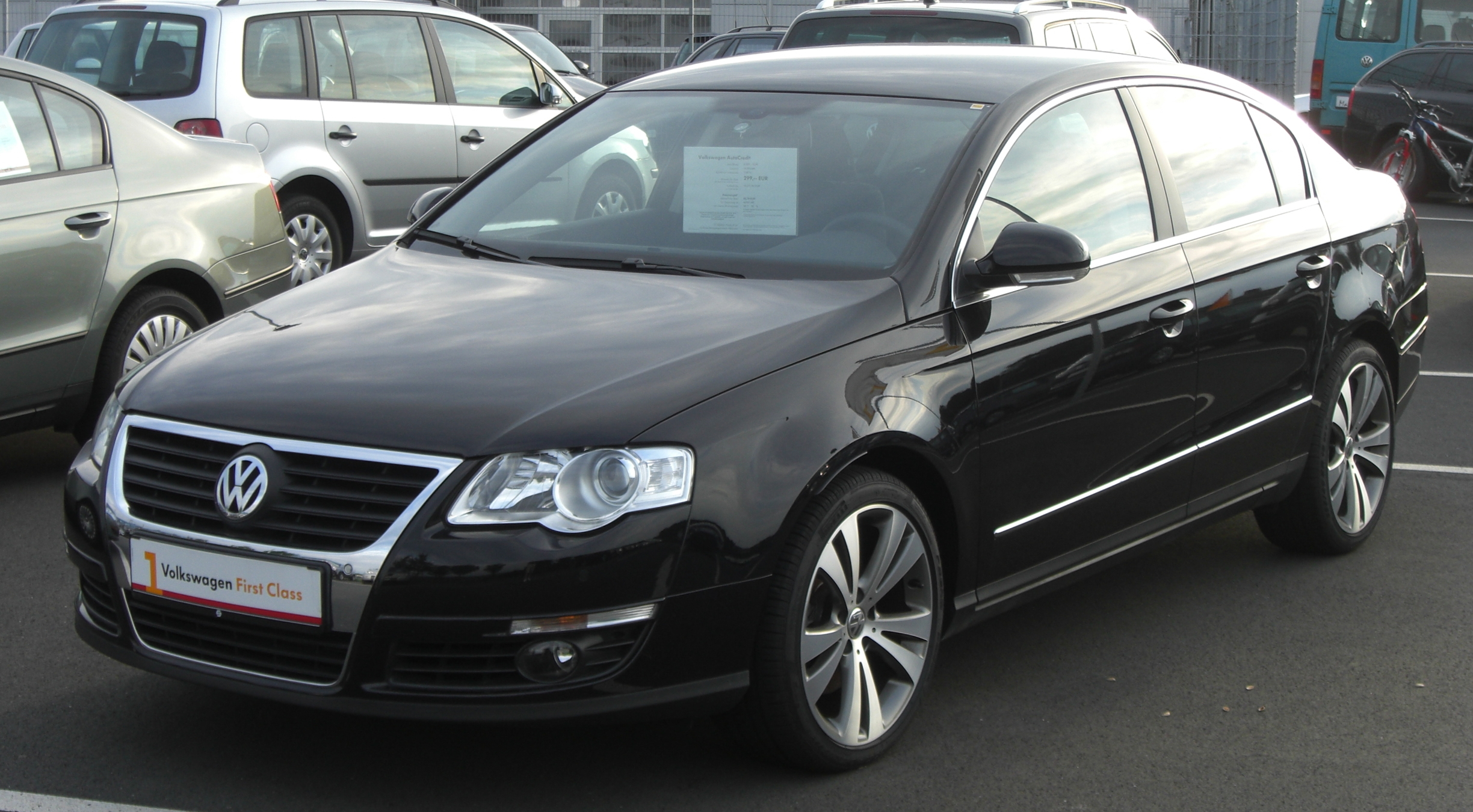
大众帕萨特B6

大众帕萨特B6是大众汽车于2005年至2010年推出的車型。大众帕萨特B6实际與大眾高爾夫共享汽车平台。2010年至2015年大眾汽車又推出改款車型大众帕萨特B7。